# Vila Boa (Goiás)
Vila Boa es un municipio brasileño del estado de Goiás. Su población estimada en 2018 es de 6026 habitantes, según el Instituto Brasileño de Geografía y Estadística (IBGE).

## Historia
El distrito de Vila Boa fue creado por la ley estatal número 10440, el 10 de enero de 1988, subordinado al municipio de Formosa. El 29 de abril de 1992 consiguió su autonomía como municipio, mediante la ley estatal número 11707.

## Clima
Según la clasificación climática de Köppen, el municipio se encuentra en el clima tropical seco Aw.